# Õhtuleht
Õhtuleht (SL Õhtuleht) – estoński dziennik wydawany w języku estońskim. Został założony w 2000 roku.
Jego nakład wynosi 55 tys. egzemplarzy (2010).